# オークラニッコーホテルマネジメント
株式会社オークラニッコーホテルマネジメント（英語: Okura Nikko Hotel Management Co.,Ltd.）は、ホテルオークラグループのホテルチェーン運営会社である。
元は日本航空が出資設立したが、2010年（平成22年）8月よりホテルオークラグループに属しており、2015年（平成27年）10月にはホテルオークラのチェーン運営部門も継承し、株式会社JALホテルズから現商号に変更した。

## 概要
3つのホテルブランドを展開している。『オークラ ホテルズ & リゾーツ』は国内17か所、海外9か所の計26か所、『ニッコー・ホテルズ・インターナショナル（NHI）』は国内4か所、海外15か所の計19か所、『ホテルJALシティ（HJC）』は国内14か所で、店舗数は3ブランドを合わせて計56か所にのぼる（2022年10月1日現在）。

## 歴史
1970年（昭和45年）に日本航空開発株式会社として設立され、最盛期の1980年代には、ニューヨーク（エセックスハウス）やメキシコシティ、バンコクやビバリーヒルズ、アトランタなど世界各地にホテル網を築いたが、バブル景気の崩壊後の1990年代以降にその多くを手放し、アジア圏内や国内にホテル網を拡大していく方向に転換した。
特にバブル期のホテル拡張は、高金利で資金を調達（エセックスハウス買収に伴う融資資金は年12%と当時としてもリスクマネーに位置する）して買収する強引な経営戦略をとっていたことから、何らかのキックバックの道具として用いられたと見る向きもある。欧米部門は1990年代初頭のJALの経営不振の原因のひとつでもあった。
一方で世界都市博覧会（1995年に白紙撤回）の開催を見込んで1996年（平成8年）に臨海副都心で開業した、リゾートホテル形態のホテル日航東京（現ヒルトン東京お台場）は、有利子負債などに悩まされ、2004年（平成16年）に民事再生法を申請。日本航空や米エートス・キャピタルの金融支援によって経営再建を図った。
1996年（平成8年）、日本航空開発株式会社から株式会社JALホテルズに商号変更している。
親会社である日本航空と関係会社が2010年（平成22年）1月に会社更生法を申請（事実上の倒産）したが、JALホテルズは申請していない。JALグループの中でも業績好調な優良子会社であるとされ、2009年（平成21年）9月に鳩山由紀夫内閣において設置された「JAL再生タスクフォース」の計画で、日本航空がJALホテルズを売却させるとの憶測報道が10月中旬に流れたが、両社とも否定。タスクフォースは同月末に解散した。
2010年（平成22年）5月28日、「日本航空が航空事業に経営資源を集中するため、旅行業などの子会社約50社を売却・清算する方針によりJALホテルズをホテルオークラに売却する方向で最終調整に入った」「ホテルオークラに売却後、日航のブランド名を残すかどうかは不明である」との報道があったが、同日日本航空およびJALホテルズは「当社の発表したものではない」、ホテルオークラは「現時点において決定された事項はない」とのプレスリリースを出している。
2010年（平成22年）8月6日、日本航空は9月30日に日本航空インターナショナルが保有しているJALホテルズの株式90.7%のうち、79.6%をホテルオークラに売却すると発表した。
2014年（平成26年）、中華人民共和国に『ホテル・ニッコー広州』（NHI、411 室）を、2015年（平成27年）には『ホテル・ニッコー蘇州』（NHI、475室）を開業した。
2015年（平成27年）10月1日、ホテルオークラからチェーン（オークラ ホテルズ & リゾーツ）運営部門を継承するとともに、株式会社オレンジマーケティングサービス ジャパンを吸収合併し、株式会社JALホテルズから株式会社オークラニッコーホテルマネジメントに商号変更した。

## 現状
JALホテルズ時代の自社所有施設は「ホテル日航大阪」「銀座日航ホテル（日本航空創業時の本社跡地に開業）」の2か所で、その他は運営受託である。1990年代までに建設されたホテル建物は竹中工務店や佐藤工業による竣工物件が多く、施設によっては所有や出資による資本関係がある。また、銀座日航ホテル・川崎日航ホテルは元々JALホテルズとは別運営（1962年設立の日本航空ホテル株式会社が運営）だった。日本航空ホテルは1999年（平成11年）にJALホテルズに合併されている。
なお、JALホテルズが出資によって経営に携わっていた川崎・アリビラ・成田・千歳については、2005年（平成17年）から段階的にゴールドマン・サックス（GS）完全子会社の特定目的会社へ株式持分が100%売却され、ホテル・マネージメント・ジャパンが賃借し、アリビラを除いた各施設はアビリタスホスピタリティ（旧 アーコン・ホスピタリティ）による運営支援に移管されている。

## ニッコー・ホテルズ・インターナショナル
JALグループの持つ世界的な輸送力と情報ネットワークを背景に協調体制を敷き、世界の主要都市、観光地、リゾートにシティホテルからリゾートホテルまで幅広いニーズに対応した施設とサービスを包含したホテルブランド。
シンボルマークは俗に「ファウンテン (fountain) マーク」と言われるもので、噴水から吹き出す水を模ったものである。5つの雫は5大陸を象徴している。

### 日本国内

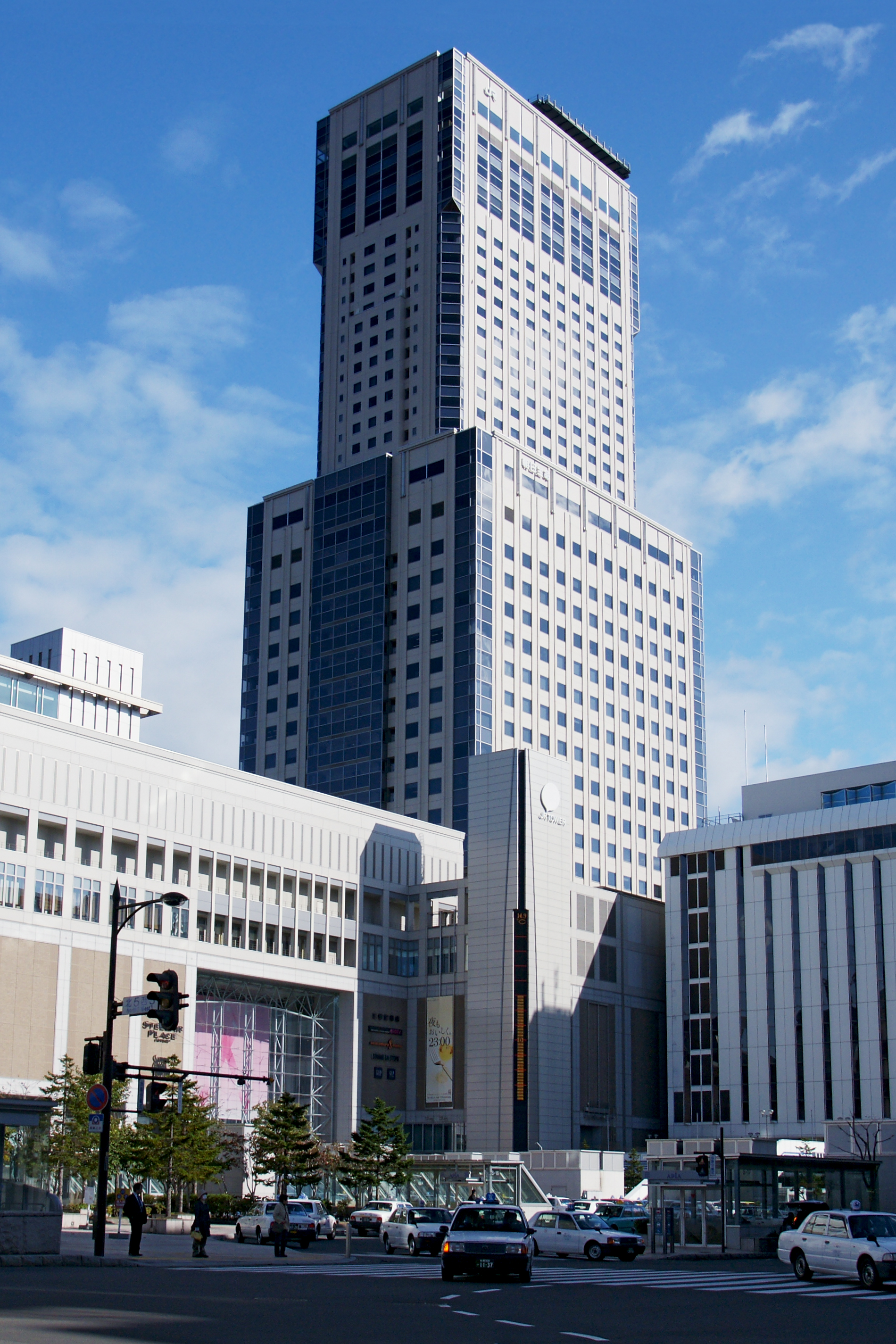
JRタワーホテル日航札幌
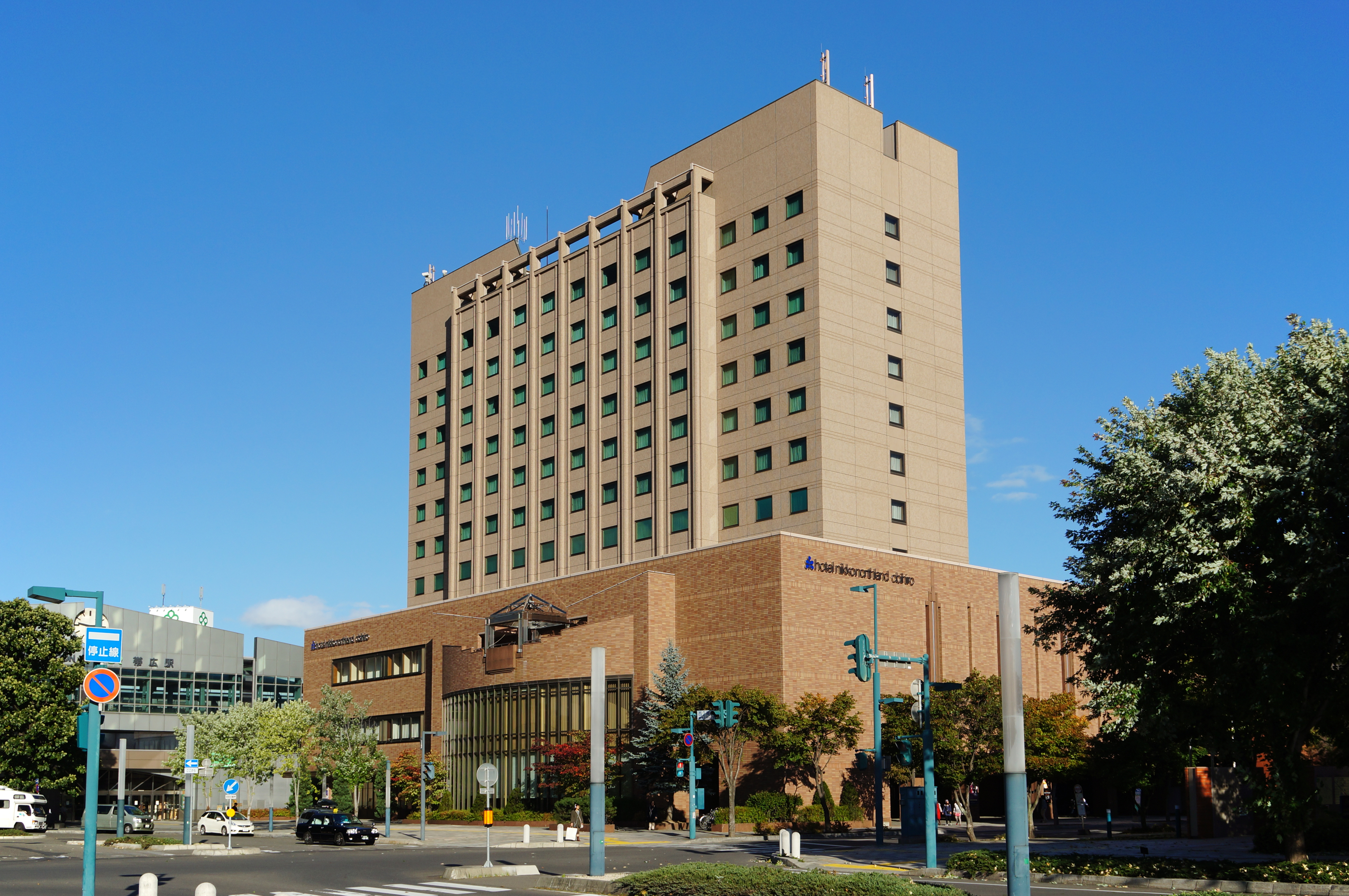
ホテル日航ノースランド帯広
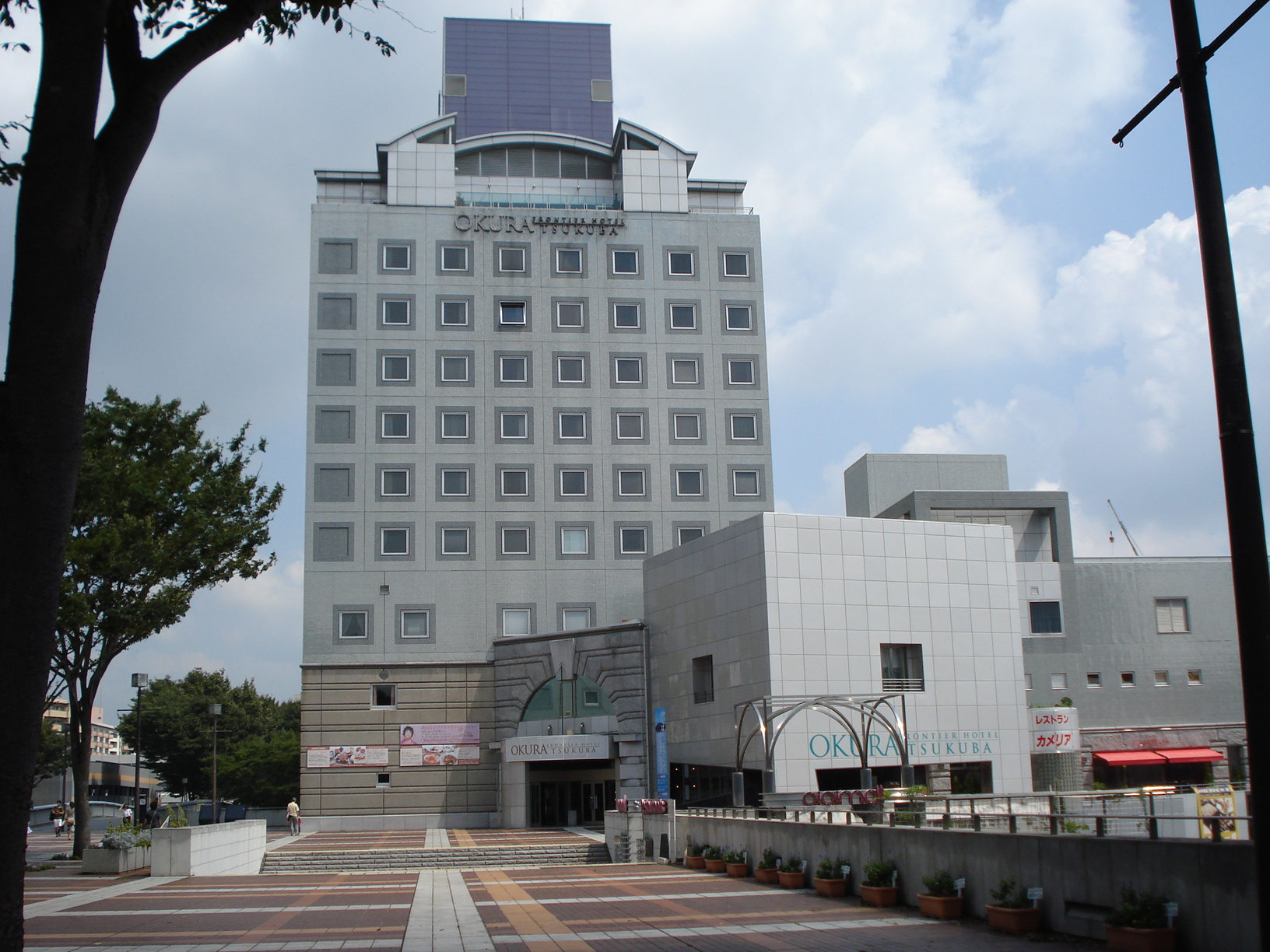
ホテル日航つくば（つくばセンタービル）
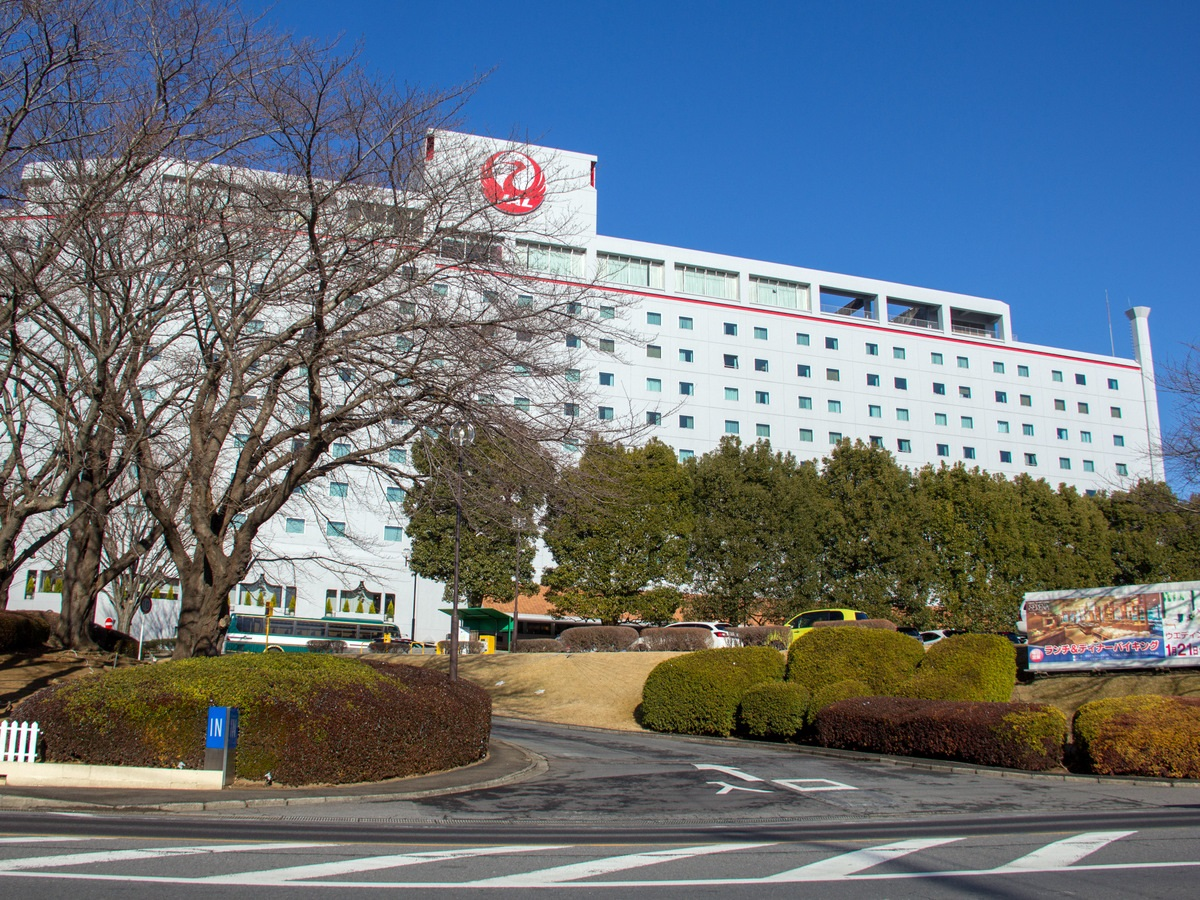
ホテル日航成田
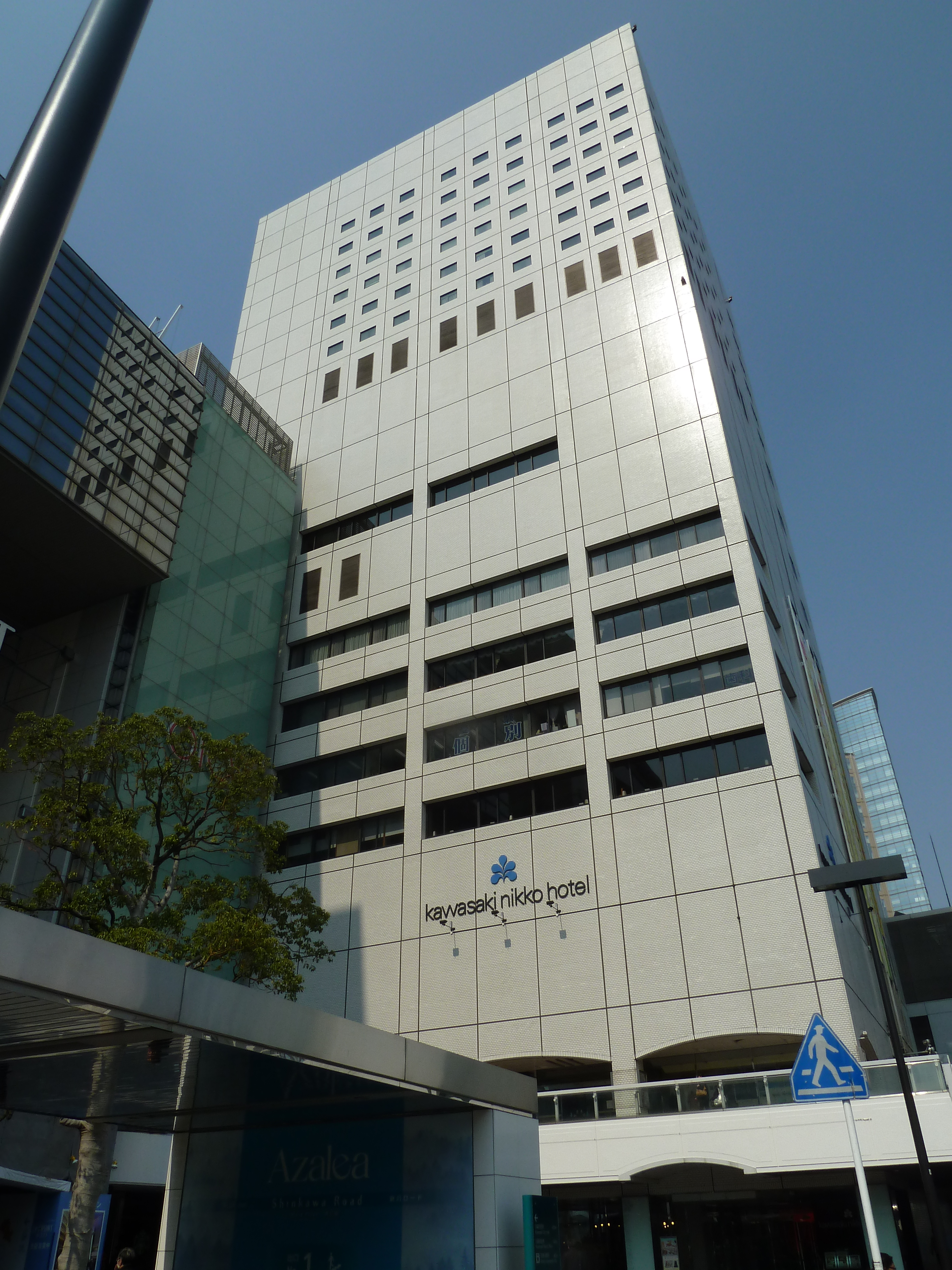
川崎日航ホテル
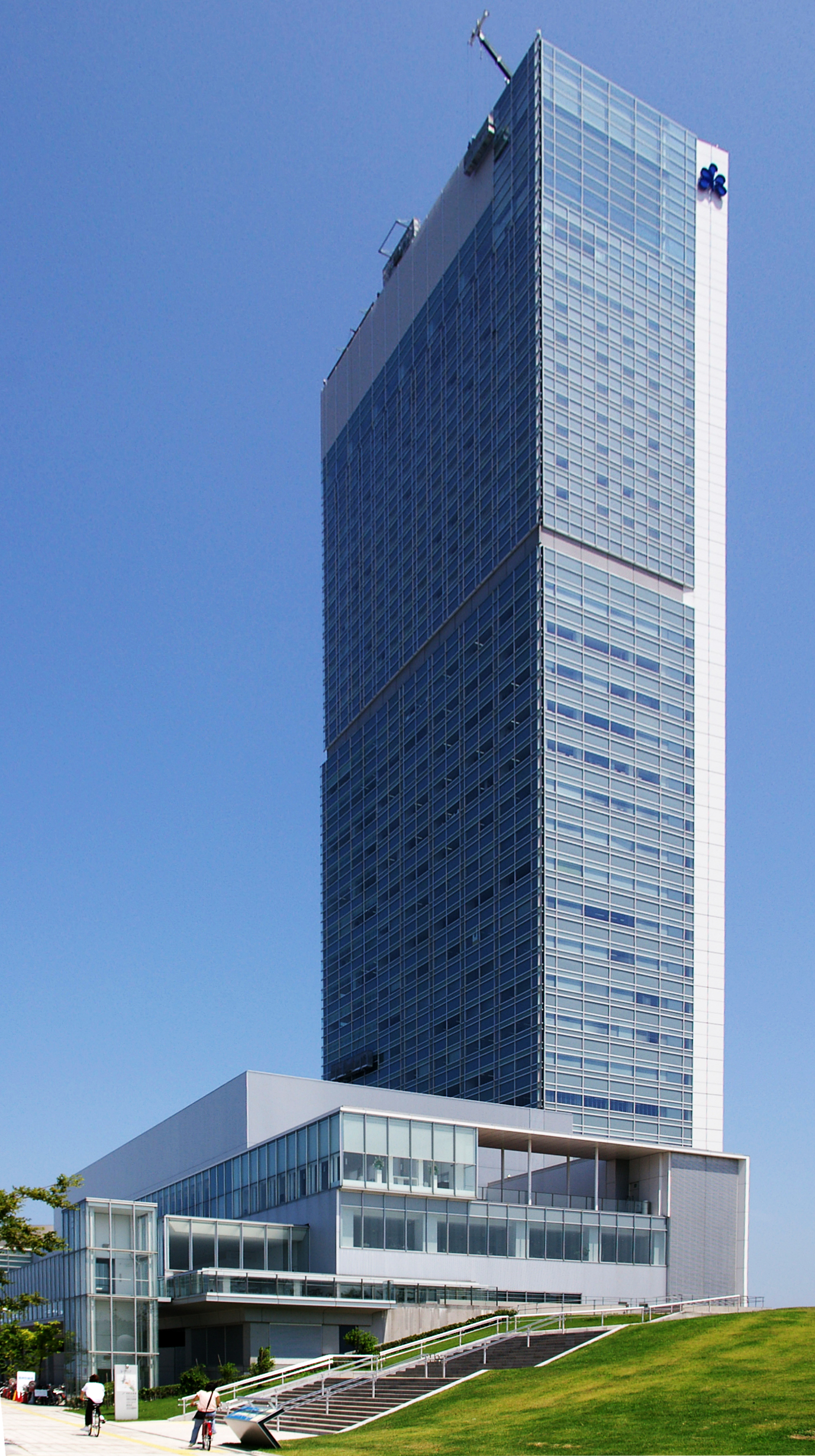
ホテル日航新潟
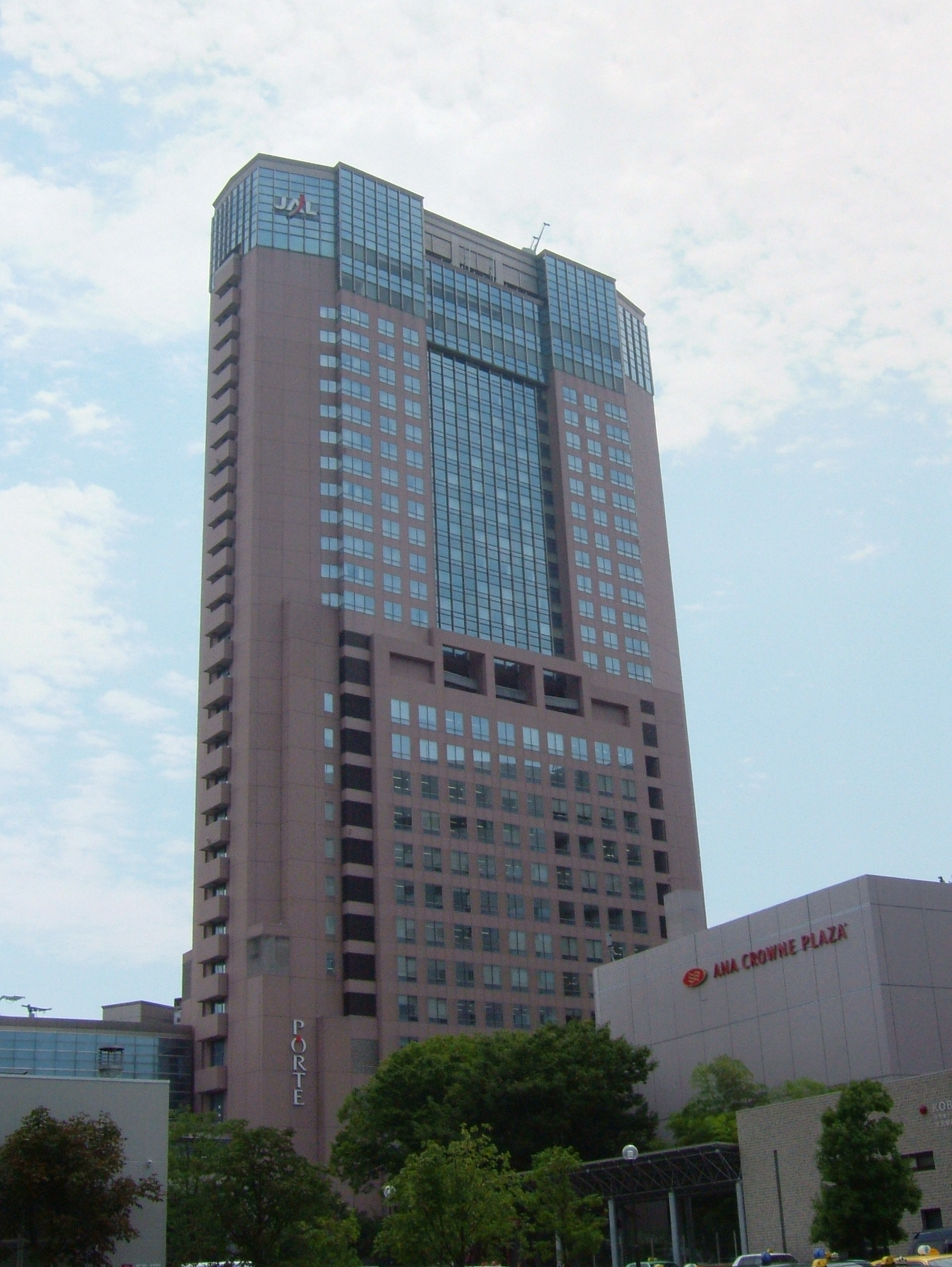
ホテル日航金沢
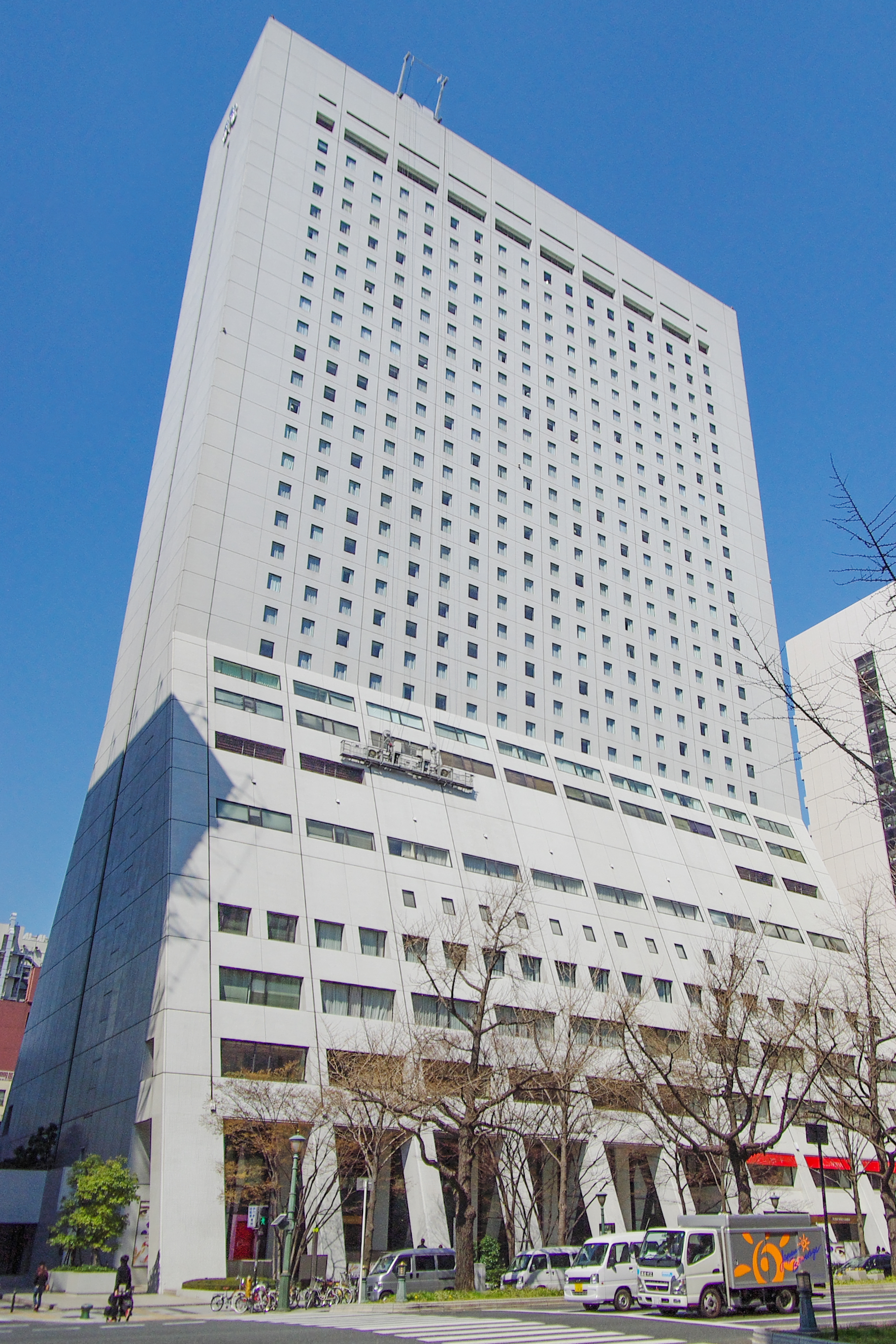
ホテル日航大阪
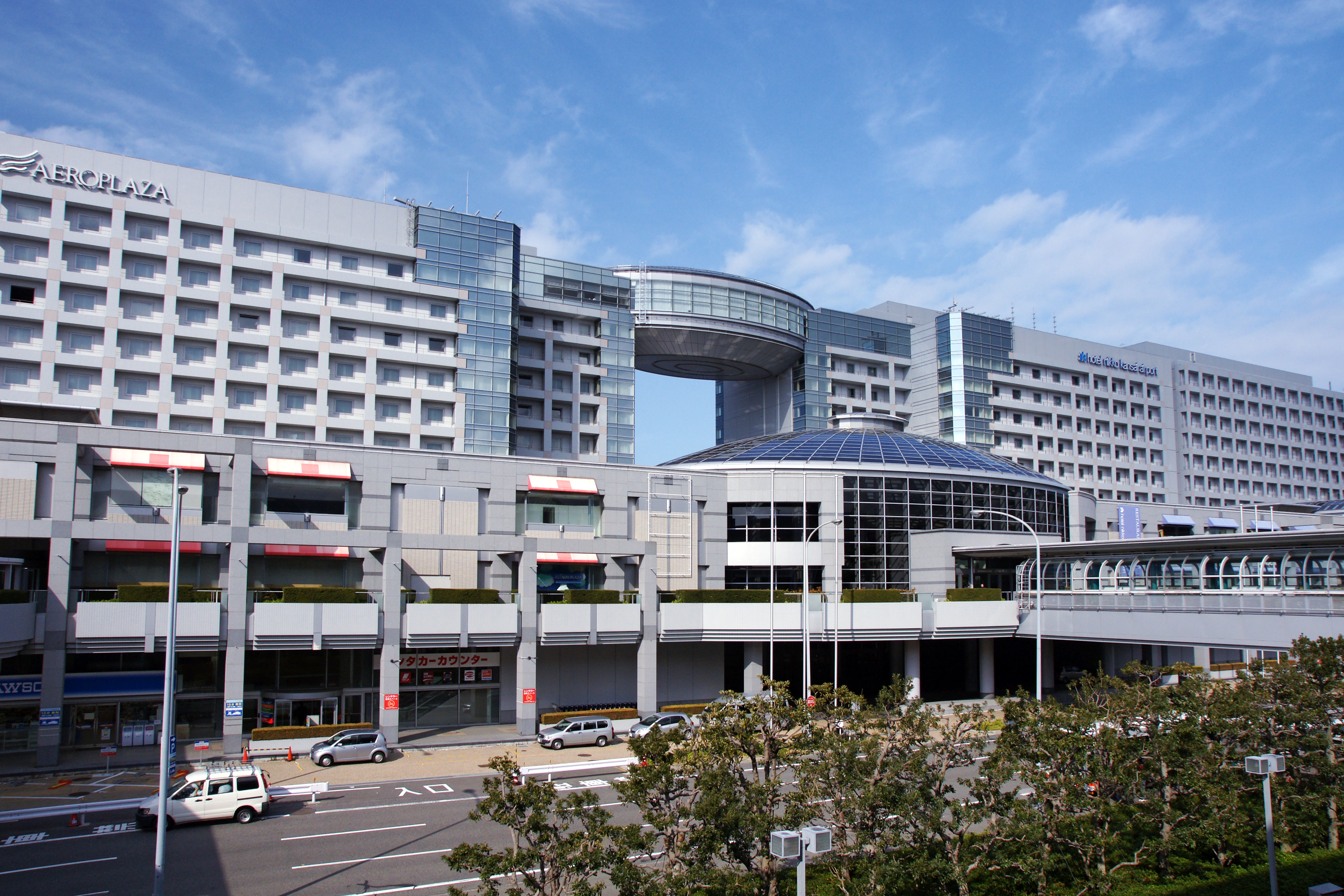
ホテル日航関西空港
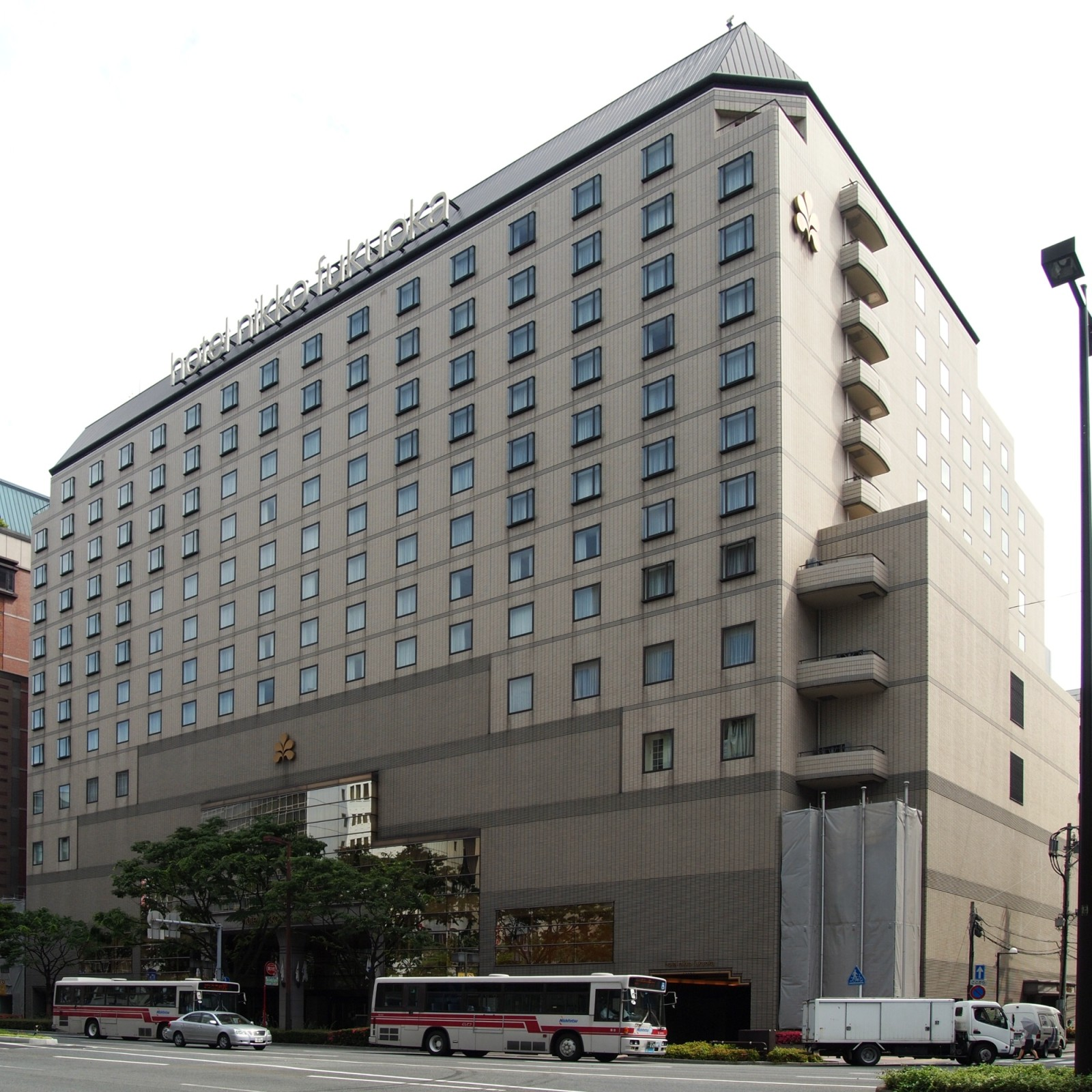
ホテル日航福岡
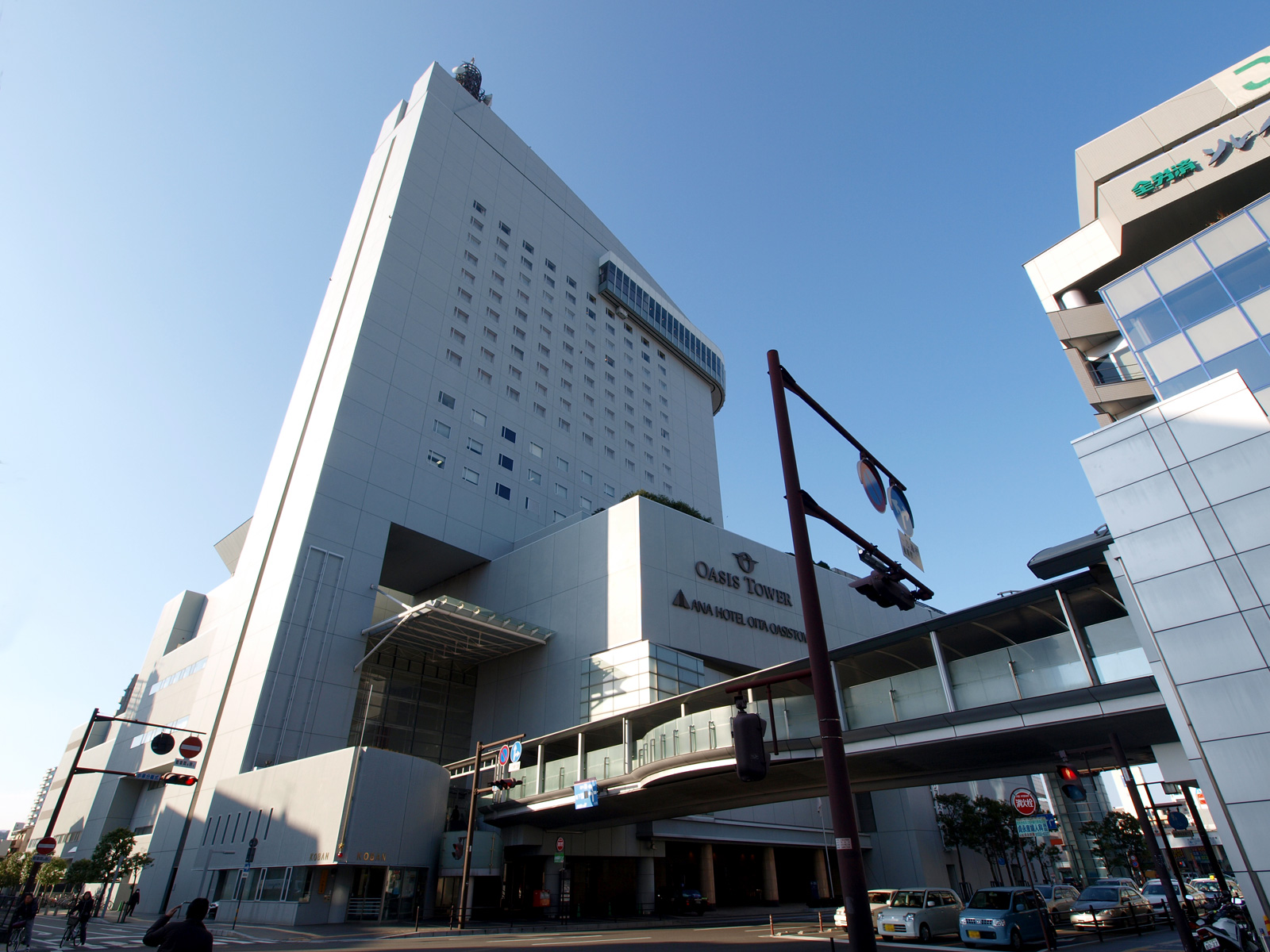
ホテル日航大分 オアシスタワー
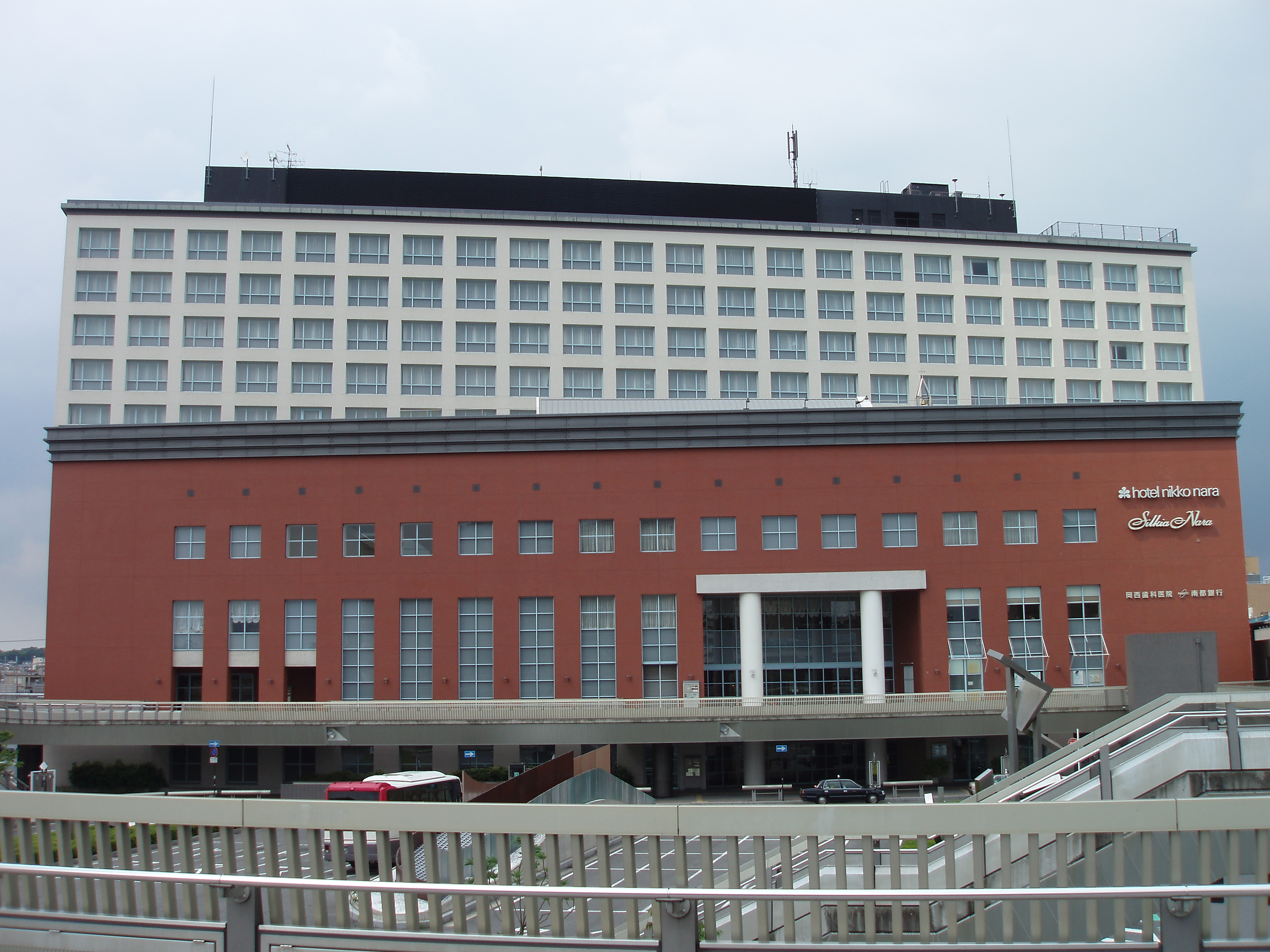
ホテル日航奈良
島武己作シーサー（ホテル日航立川）
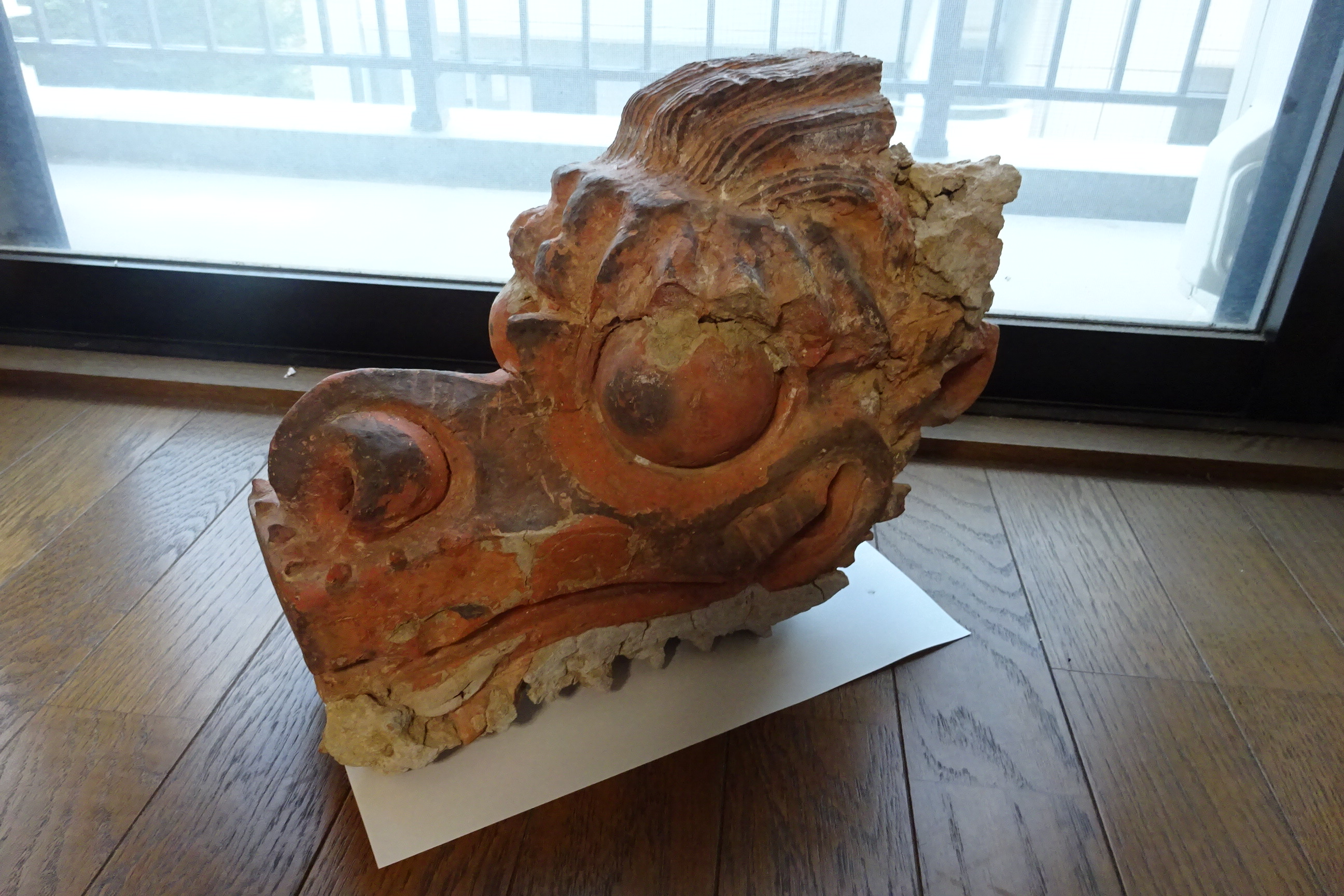
中川伊作作龍頭（ホテル日航立川）

- 北海道
  - JRタワーホテル日航札幌
    - 所有：北海道旅客鉄道 他、経営：JR北海道ホテルズ

  - ホテル日航ノースランド帯広
    - （旧ホテルノースランド帯広）経営：JR北海道ホテルズ
- 関東地方
  - ホテル日航つくば - 2019年4月1日、「オークラフロンティアホテルつくば 本館」からリブランド。
  - グランドニッコー東京 台場（2016年7月1日開業）
    - （元ホテル グランパシフィック LE DAIBA）、経営：グランドニッコー東京

  - ホテル日航成田
    - 所有：港丸ホテルホールディングス、経営：成田日航ホテル、運営支援：アビリタス ホスピタリティ

  - グランドニッコー東京ベイ 舞浜
    - 旧東京ベイホテル東急→東京ベイ舞浜ホテル クラブリゾート
    - 所有：ヒューリック、運営管理：ヒューリックホテルマネジメント

  - ホテル日航立川 東京（2015年11月11日開業）
    - （旧ザ・クレストホテル立川）所有：東京都市町村職員共済組合

  - 川崎日航ホテル
    - 所有・経営：(有)川崎ホールディングス（ゴールドマン・サックス）、運営支援：アビリタス ホスピタリティ
- 北陸地方
  - ホテル日航新潟
    - 所有：ホテル朱鷺メッセ、経営：ホテル朱鷺メッセ（当ホテルはホテル日航ブランドでは唯一dポイントが利用可能）

  - ホテル日航金沢
    - 経営：（株）モス、運営：オークラニッコーホテルマネジメント金沢

- 近畿地方
  - ホテル日航プリンセス京都
    - 所有・経営：京セラ興産、運営：ホテルプリンセス京都（京セラグループ）、技術援助：JALホテルズ
    - 1994年4月の開業時から2002年8月まで「ホテル日航プリンセス京都」（JALホテルズと運営受託契約）→2002年9月から「ホテルプリンセス京都」（JALホテルズを離脱）→2004年2月に京セラ興産がホテルの所有・経営権を取得し、2004年10月から再び「ホテル日航プリンセス京都（現名称）」（JALホテルズと技術援助契約）

  - ホテル日航大阪
    - 所有：第一生命保険・アサヒプロパティズ（竹中工務店）、経営：株式会社ホテル日航大阪

  - ホテル日航関西空港
    - 所有・経営：新関西国際空港

  - ホテル日航姫路
    - （旧ホテルサンガーデン姫路）所有：ケン・コーポレーション

  - ホテル日航奈良
    - （旧三井ガーデンホテル奈良）経営：株式会社ホテルマネジメント

  - グランドニッコー淡路
    - （旧ウェスティンホテル淡路[5]） 経営：夢舞台
    - 2020年10月1日にウェスティンホテル淡路からリブランド。
- 九州地方
  - ホテル日航福岡
    - 所有：九州勧業、経営：株式会社ホテル日航福岡（九州勧業関連会社）

  - ホテル日航ハウステンボス
    - 経営：ナバ開発（長崎自動車連結子会社）

  - ホテル日航熊本
    - 経営：くまもと新世紀

  - ホテル日航大分 オアシスタワー
    - 経営：エフ・ティー・シーホテル開発（フジタ関連会社）
    - 旧第一ホテル大分オアシスタワー→大分全日空ホテル オアシスタワー→大分オアシスタワーホテル→ホテル日航大分 オアシスタワー
- 沖縄
  - ホテル日航アリビラ/ヨミタンリゾート沖縄
    - 所有：港丸ホテルホールディングス、経営：アリビラホテルマネージメント（港丸の子会社）、運営支援：アビリタス ホスピタリティ

### 日本国外
- アメリカ合衆国
  - ホテル・ニッコー・サンフランシスコ
- グアム
  - ホテル・ニッコー・グアム
- パラオ
  - パラオ・ロイヤル・リゾート
- インドネシア
  - グランドニッコー･バリ
- ベトナム
  - ホテル・ニッコー・サイゴン
  - ホテル・ニッコー・ハイフォン
- ドイツ
  - ホテル・ニッコー・デュッセルドルフ

- 中国
  - ホテル・ニッコー大連（大連日航飯店）

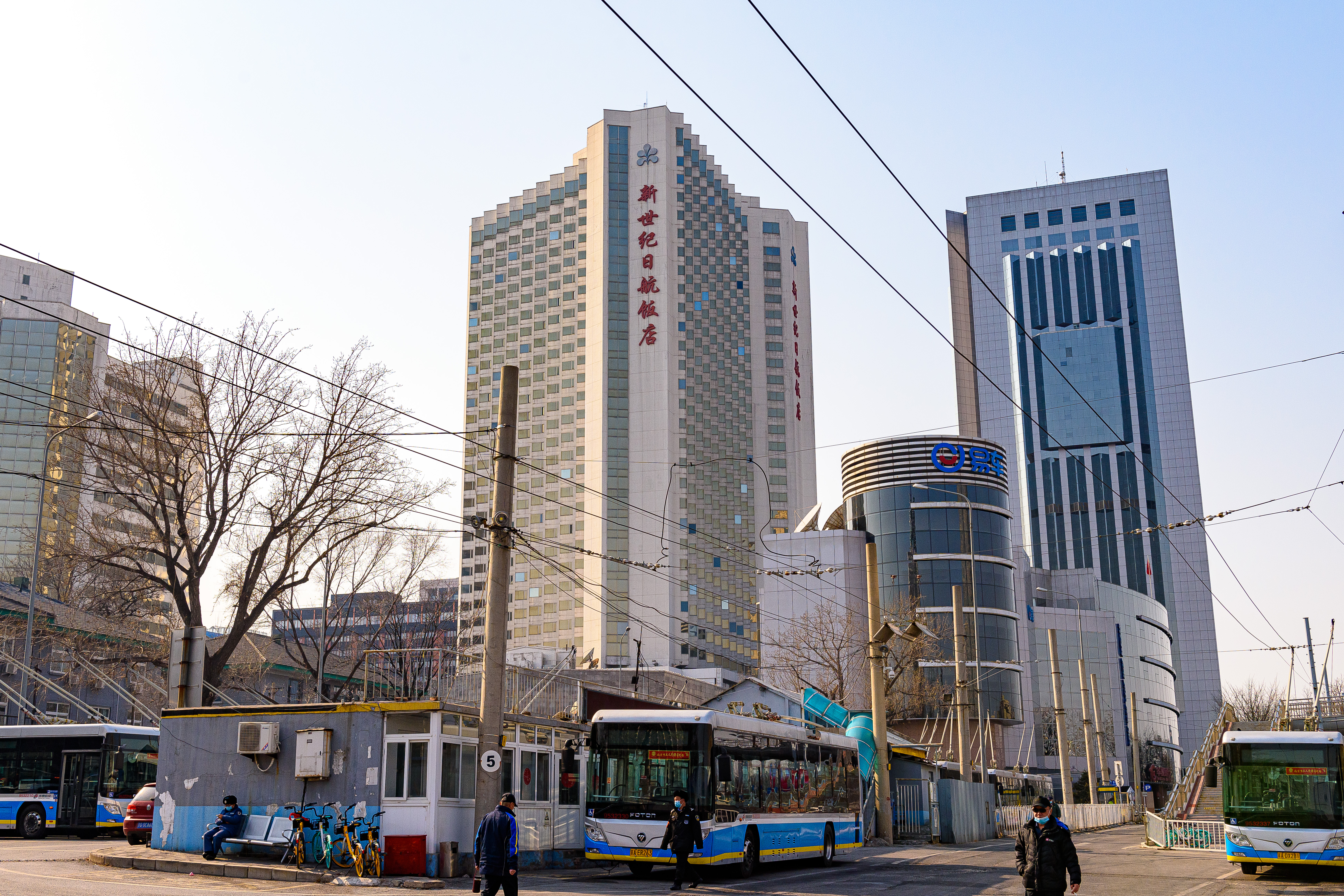
ホテル・ニッコー新世紀 北京

  - ホテル・ニッコー新世紀 北京（北京新世紀日航飯店）
  - ジンルン・ホテル（京倫飯店）
  - ホテル・ニッコー天津（天津日航酒店）
  - ホテル・ニッコー上海（上海日航酒店）
  - ホテル・ニッコー無錫（無錫日航飯店）
  - ホテル・ニッコー厦門 （厦門日航酒店）
  - 蘇州清山ホテル （清山酒店）
  - ホテル・ニッコー広州 （広州日航酒店）
  - ホテル・ニッコー蘇州 （蘇州日航飯店）
- 台湾
  - ホテル・ロイヤル・ニッコー・タイペイ（老爺大酒店）
  - ホテル・ニッコー高雄（高雄日航酒店）
- タイ
  - ホテル・ニッコー・バンコク（BTSトンロー駅から徒歩約3分のところに2019年1月16日開業。かつてホテル・ニッコー・バンコクだったザ・グランド・アユタヤホテル・バンコクとは別の建物）

## ニッコースタイル
2017年11月、「ニッコー・ホテルズ・インターナショナル」における新ブランドとして、ライフスタイルホテルブランド『ニッコースタイル』を創設。現在約5件の案件が進行しており、2018年を目途に運営管理契約を受託しはじめ、国内および海外主要都市で展開予定。
- ニッコースタイル名古屋 - 2020年8月開業[7]
- ニッコースタイルニセコ HANAZONO - 2024年12月開業[8]

## ホテルJALシティ
1992年（平成4年）12月に誕生した宿泊特化型のホテルブランド。JAL国内線就航地や県庁所在地を中心に展開しており、早期より従来のビジネスホテルとは一線を画し、客室はシングルを主体に通常のビジネスホテルより5 - 6m2広い17m2以上、客室数は150～300室を基本とし、レストラン、複数の小会議室、ビジネスセンターを備えている。
シンボルマークは「The Arc of the Sun」（太陽のアーク）をモチーフにしたロゴを使用していた。日航が機体を鶴丸塗装に戻してからも同デザインを使用していたが、2013年9月以降から鶴丸塗装に準じたデザインに変更された。
- 北海道
  - ホテルJALシティ札幌 中島公園 - 2019年9月20日開業
- 東北地方
  - ホテルJALシティ青森
  - ホテルJALシティ仙台
- 関東地方
  - ホテルJALシティつくば - 2019年4月1日、「オークラフロンティアホテルつくば エポカル館」からリブランド
  - ホテルJALシティ羽田 東京 / 同ウエストウイング（運営：オリックス・ホテルマネジメント）
  - ホテルJALシティ東京 豊洲
  - ホテルJALシティ関内 横浜
- 中部地方
  - ホテルJALシティ長野
  - ホテルJALシティ富山
  - ホテルJALシティ名古屋 錦
- 九州地方
  - ホテルJALシティ長崎
  - ホテルJALシティ宮崎
  - ホテルJALシティ福岡 天神
- 沖縄
  - ホテルJALシティ那覇

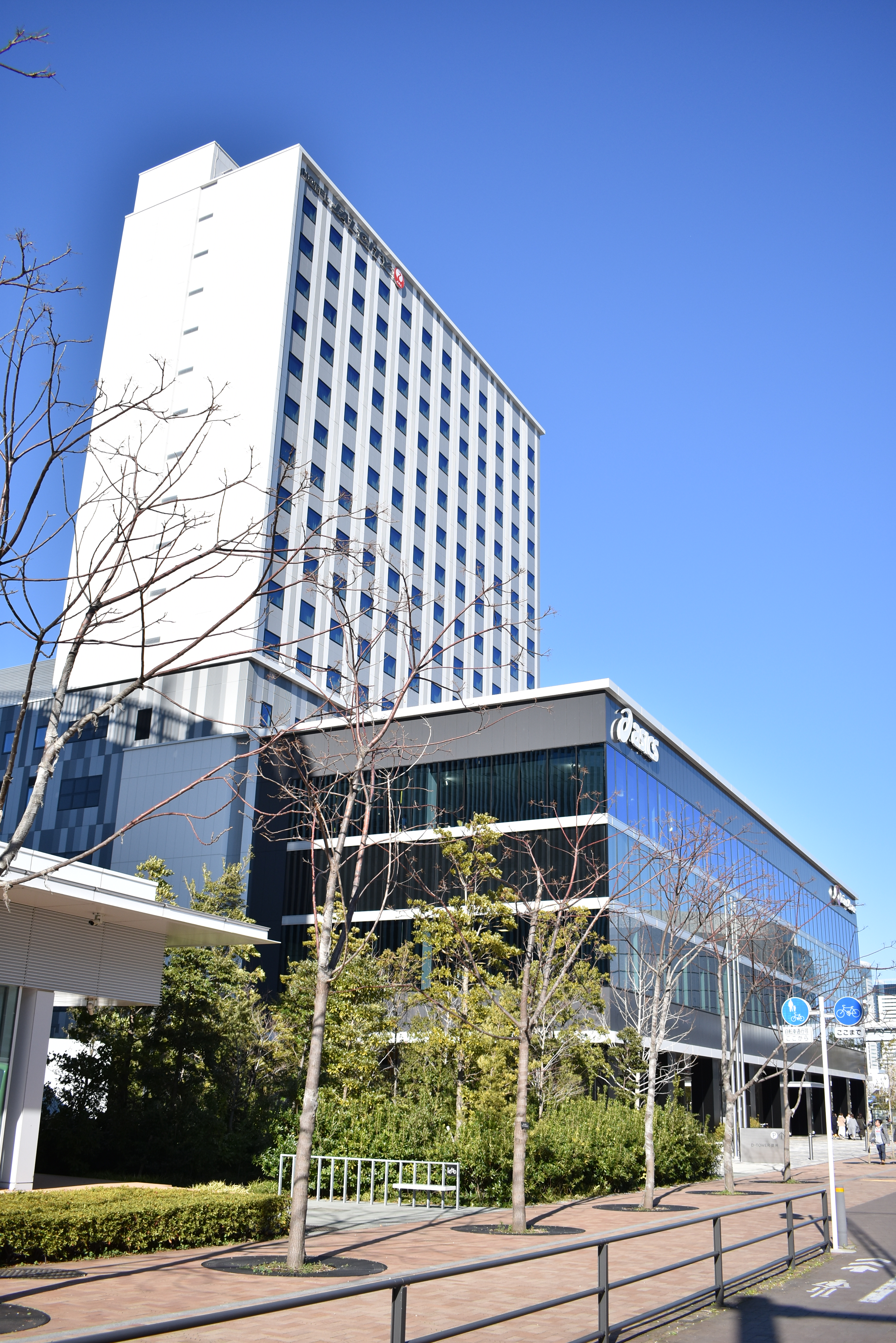
「ホテルJALシティ東京 豊洲」（2020年1月31日撮影）

## 過去に営業していたホテル
下記ホテルはJALホテルズブランドとの契約を終了したホテル。一部のホテルでは引き続き運営面などサポートを継続している。
- 香港
  - ホテル・ニッコー・ホンコン（香港日航酒店）（2014年6月30日をもって運営終了／現ニューワールドミレニアム香港ホテル）
- インド
  - ザ・メトロポリタン・ホテル・ニッコー・ニューデリー（現メトロポリタン ホテル＆スパ ニューデリー）
- フィリピン
  - 日航マニラ・ガーデン・ホテル → デュシットニッコー・マニラ （現デュシタニ・マニラ（営業面などでのサポートは引き続き継続））
- インドネシア
  - ホテル・ニッコー・ジャカルタ（現プルマン・ジャカルタ・インドネシア ）
- ベトナム
  - ホテル・ニッコー・ハノイ（現ホテル・デュ・パルク・ハノイ）
- ミャンマー
  - ホテル・ニッコー・ロイヤルレイク・ヤンゴン（2008年3月31日契約終了/現チャトリウム・ホテル・ヤンゴン）
- 北マリアナ諸島
  - ホテル・ニッコー・サイパン（2008年1月31日まで）2008年2月1日よりパームスリゾートサイパンとしてリニューアルオープンした。運営は相続される。
- タイ
  - ホテル・ニッコー・バンコク（現ザ・グランド・アユタヤホテル・バンコク）
- マレーシア
  - ホテル・ニッコー・クアラルンプール（現インターコンチネンタル クアラルンプール）
- フランス
  - ホテル・ニッコー・ド・パリ（現ノボテル・パリ・トゥール・エッフェル）
- イギリス
  - ザ・モントカーム/ホテル・ニッコー・ロンドン　（2012年12月31日をもって運営終了）
- アラブ首長国連邦
  - ホテルJALタワー・ドバイ (2011年7月6日まで)
  - ホテルJALフジャイラ リゾート＆スパ　（2011年7月6日まで）
- アメリカ合衆国
  - ホテル・ニッコー・エセックスハウス（現JWマリオット・エセックスハウス）
  - ホテル・ニッコー・ビバリーヒルズ（現SLS　ホテル　アット　ビバリーヒルズ）
  - ホテル・ニッコー・アトランタ（現グランドハイアット・アトランタ・イン・バックヘッド）
  - ホテル・ニッコー・ワイキキ/ザ・イリカイ（現ザ・イリカイ・ホテル）
- オーストラリア
  - ホテル・ニッコー・ダーリングハーバー（現フォーポイント・バイ・シェラトン・ダーリングハーバー・シドニー）
- メキシコ
  - ホテル・ニッコー・メキシコ（2012年5月18日まで。現ハイアット リージェンシー メキシコシティ）
- パラオ
  - ホテル・ニッコー・パラオ
- 日本
  - 北海道
    - ホテル日航千歳（2011年5月31日契約終了）（現ホテルグランテラス千歳）
    - ホテル日航アンヌプリ（ニセコ）-2009年3月31日契約終了後、明治海運の新設子会社が承継し「ニセコノーザンリゾートアンヌプリ」へ改称。同社は稚内全日空ホテルの運営も手がける
    - ホテルJALシティ函館（2008年4月22日契約終了）ソラーレ　ホテルズ アンド リゾーツが承継し、「チサングランド函館」として運営。（現ホテルWBFグランデ函館）

  - 東北地方
    - ホテルJALシティ八戸（2012年5月31日契約終了）（現ホテルノーブルシティ八戸）

  - 関東地方
    - ホテル日航日立（旧 ホテルサンガーデン日立）(2010年9月30日契約終了）（現ホテルテラスザスクエア日立）
    - ホテル日航ウインズ成田（NHI加盟は1997年～2007年10月31日まで） - JALの機内食製造会社であるティエフケーが建物を竣工し、三菱商事とプリンスホテルの提携による「成田プリンスホテル」として開業。1988年にティエフケーの自社運営となり「成田ウインズホテル」に改称。NHI提携を経て、2007年11月より「東横イン成田空港」へ改称した。東横イン仕様に客室などの内装設備が大幅に改められている。
    - 銀座日航ホテル（2014年3月31日閉館） - 閉館後解体され、跡地には2017年10月5日に三井不動産グループが運営する[9][10]『ホテル ザ セレスティン銀座』が開業した[11]。
    - ホテルJALシティ四谷 東京（2014年5月31日契約終了）（現ホテルウィングインターナショナルプレミアム東京四谷）
    - ホテル日航東京（2015年9月30日契約終了）（現ヒルトン東京お台場）
    - ホテルJALシティ田町 東京（2018 年3月31日閉館）- 閉館後解体され、跡地には住友不動産が延べ床面積約1万3000m2のオフィスビルを建設する。
    - 横浜ロイヤルパークホテルニッコー（現横浜ロイヤルパークホテル）
    - パン パシフィック 横浜ベイホテル東急（ブランド提携 2007年6月1日-2010年7月31日）

  - 中部地方
    - ホテル日航豊橋(2012年10月31日運営終了）- オータが買収し、2012年11月より「ロワジールホテル豊橋」となる。

  - 近畿地方
    - ホテル日航茨木 大阪（2011年3月13日閉館）
    - ホテル日航ベイサイド大阪（2008年3月31日契約終了）- 家主の不動産会社との賃料の折り合いがつかず終了日を以て閉館。約2か月後にホテル京阪が家主と新たに契約を結び、「ホテル京阪 ユニバーサル・タワー」として開業している。

  - 中国地方
    - ホテル日航倉敷（2014年9月30日運営終了）- 2014年10月より「倉敷ロイヤルアートホテル」。
    - ホテルJALシティ広島（2018年9月16日運営終了）- 2018年10月5日より「ザ ロイヤルパークホテル 広島リバーサイド」。

  - 四国地方
    - レオマリゾートホテル（2000年8月31日閉館） - 旧レオマワールド内。同園の休園に伴い閉館。（現ホテルレオマの森）
    - ホテルJALシティ松山|ホテルJALシティ松山（2017年6月30日運営終了）- 7月1日より「ホテルマイステイズ松山」
    - ホテル日航高知（旭ロイヤル）（2023年3月31日運営終了） - 4月1日よりOMO7高知 by 星野リゾート

  - 九州地方
    - JALリゾートシーホークホテル福岡（旧 シーホーク ホテル&リゾート）（2010年5月31日契約終了）（現ヒルトン福岡シーホーク）
    - 大分東洋ホテル（2006年5月契約終了）（現レンブラントホテル大分）

  - 沖縄
    - ホテル日航久米アイランド（2005年11月30日契約終了）（現リゾートホテル久米アイランド）
    - サンマリーナホテル（2007年8月28日契約終了）（現シェラトン沖縄サンマリーナリゾート）
    - ホテル日航那覇/グランドキャッスル（2016年6月30日契約終了）（現ダブルツリーbyヒルトン那覇首里城）
    - ホテル日航八重山（2017年3月31日契約終了）（現アートホテル石垣島）
    - オクマ プライベートビーチ & リゾート（2017年5月　JALプライベートリゾート オクマから改称)（2018年12月31日契約終了）

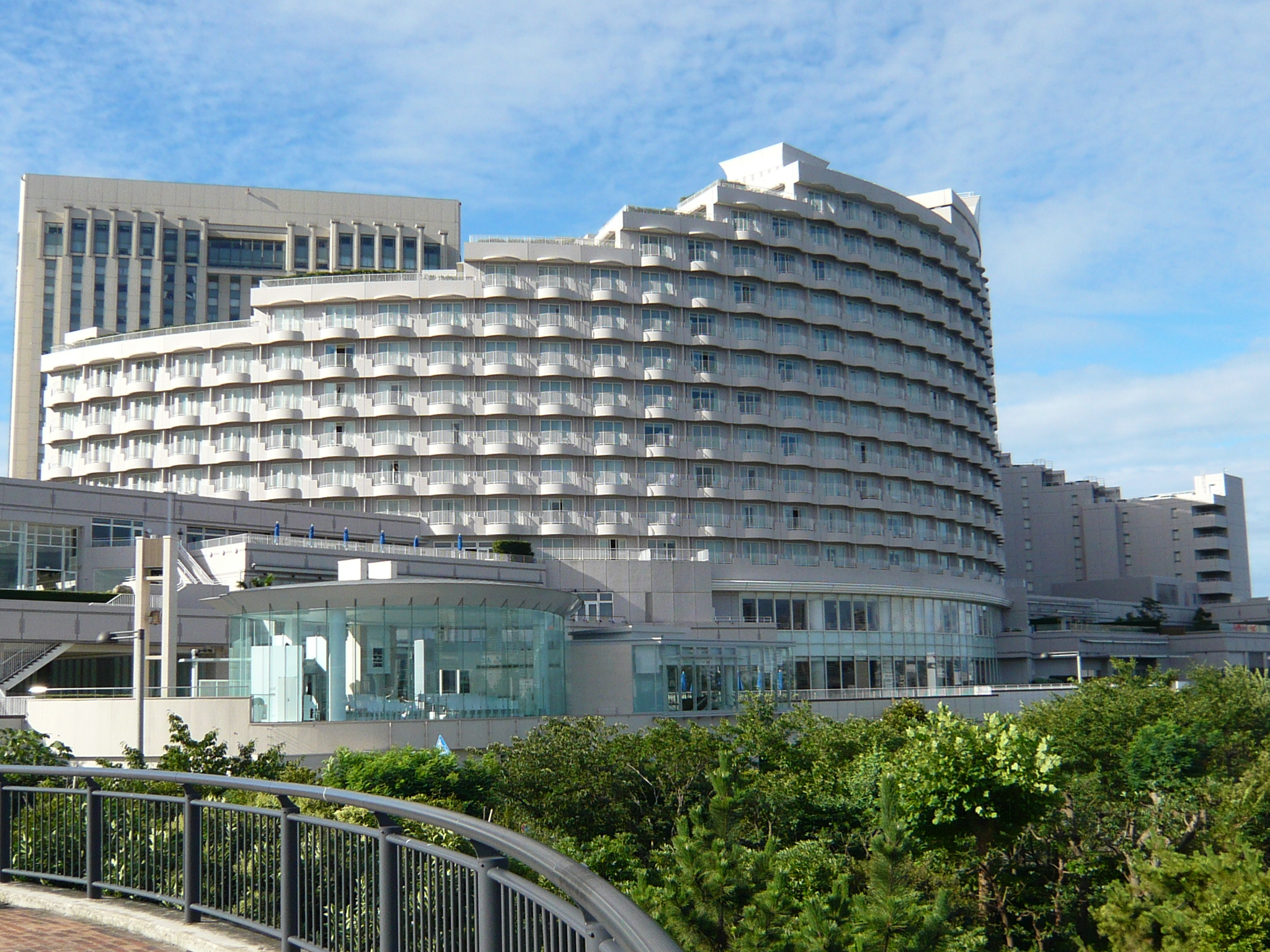
ホテル日航東京
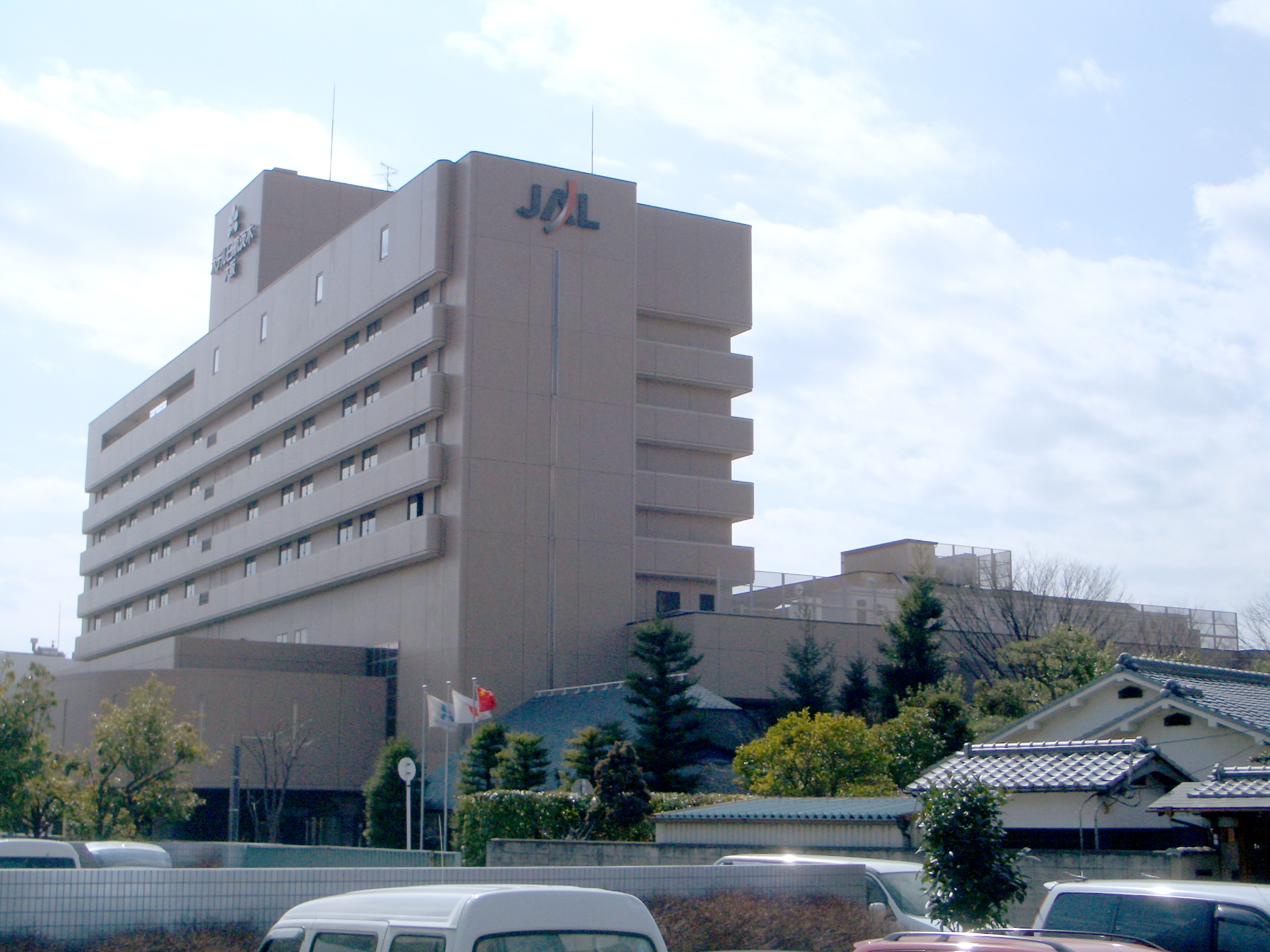
ホテル日航茨木 大阪
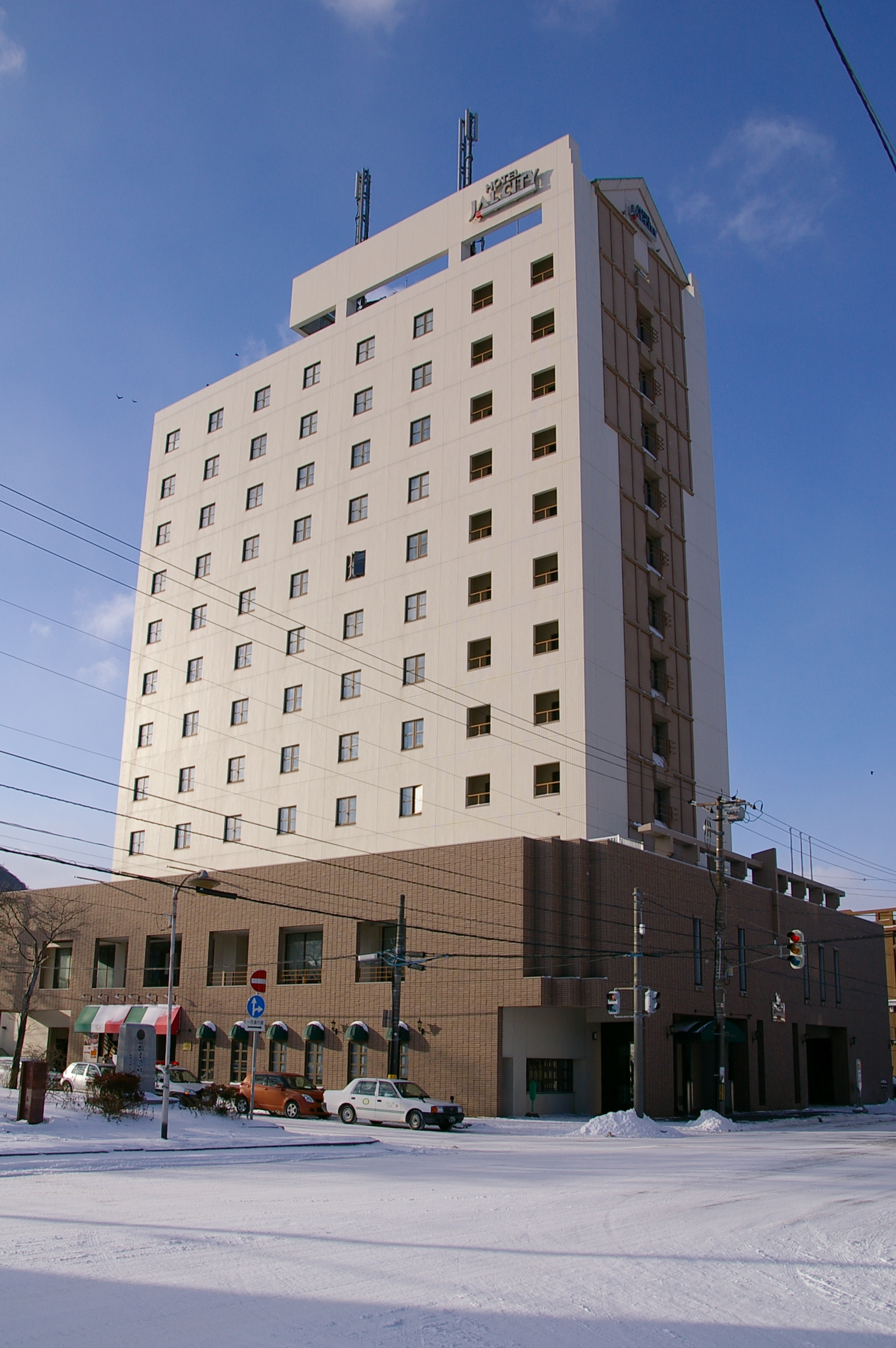
ホテルJALシティ函館
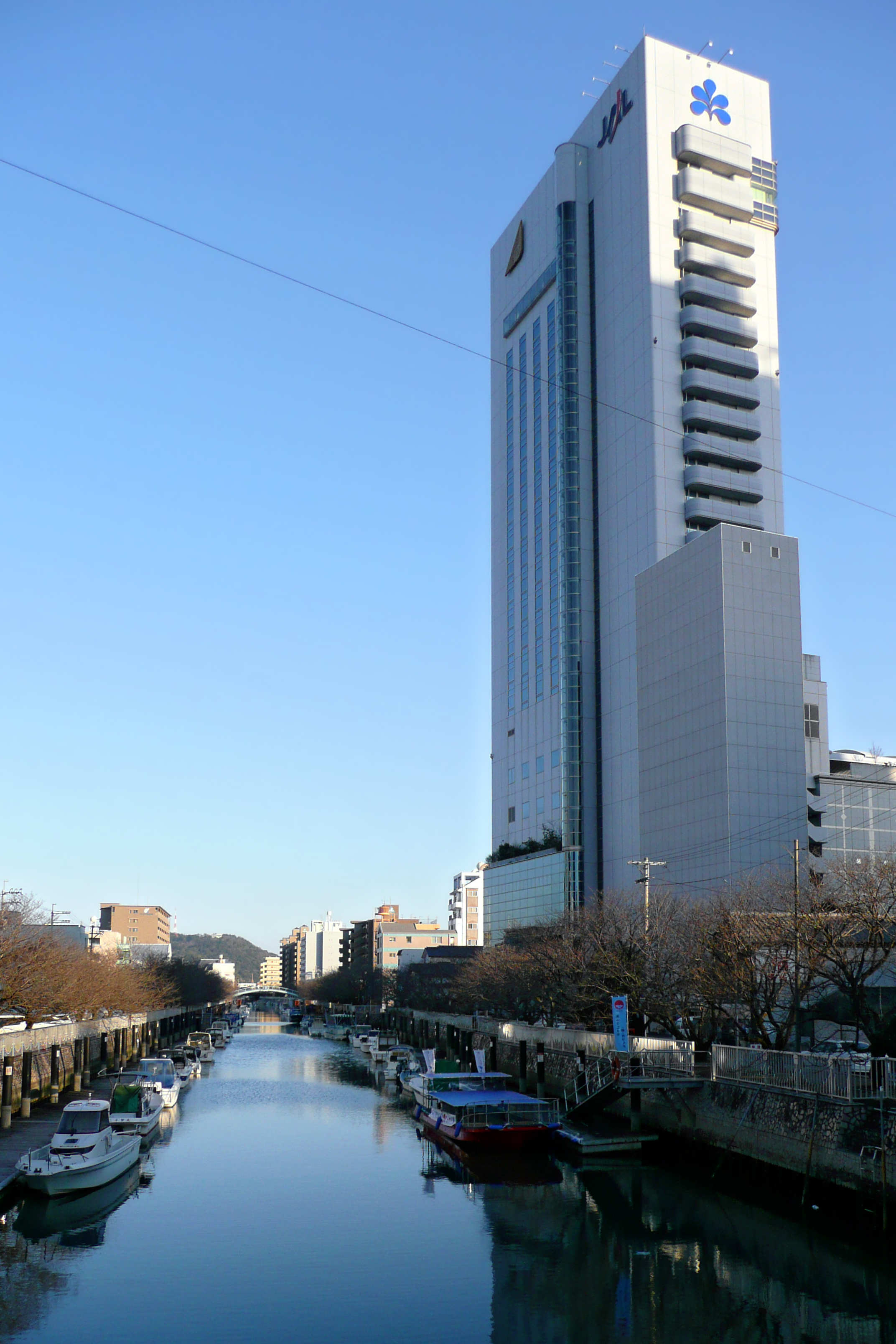
ホテル日航高知 旭ロイヤル

## ファウンテンズクラブ （2011年3月まで）
ファウンテンズクラブは、国内ホテル日航の会員制度である。ホテルJALシティには「JALシティカード」というポイントカード形式の別の会員制度が存在していた。2010年（平成22年）5月に新しい会員制度であるMY JALHotelsが導入され、既存の会員制度は2011年（平成23年）3月に終了しているが、ホテル独自に延長されている場合もある。既存の会員制度に加盟しているユーザーも改めてMY JALHotelsに登録する必要がある。JALホテルズ直営の会社が運営するホテル日航大阪、銀座日航ホテルを除いて各ホテルは運営委託や技術援助で運営されているため、各ホテル毎に会員組織が存在し、特典はホテルにより若干異なるが、全ホテル共通特典としてJALホテルズ内の指定飲食店における定率割引制度や宿泊料金の定率割引制度があり、割引率はシーズンに関係なく一律である。なお共通特典に頻回利用特典（アワードプログラム）は設定されていない。一部の会員特典はJALグローバルクラブやJALカード、JALのFFP（Frequent Flyers Program）と共通している。

## My JALHotels （2010年5月より）
MY JALHotelsは、2010年（平成22年）5月に導入された、全世界のホテル日航グループに適用される会員制度である。従来のファウンテンズクラブ、JALシティカードの会員も改めて登録を行う必要がある。年間の宿泊数に応じてスタンダード、シルバー、ゴールドのランクに分けられ、それぞれに宿泊特典やレストラン割引などの特典がある。加えて各ホテルごとにオリジナルの特典がある場合がある。

## One Harmony （2013年4月より）
One Harmonyは、2013年4月1日から開始された、株式会社ホテルオークラが運営する「オークラ ホテルズ & リゾーツ」の会員プログラム『オークラクラブインターナショナル』と、株式会社JALホテルズが運営する「ニッコー・ホテルズ・インターナショナル」「ホテルJALシティ」の会員プログラム『My JALHotels』を統合した新しい会員プログラムである。宿泊利用1000円に付き20ポイント、レストラン利用1000円につき10ポイントが積算され、貯まったポイントは、宿泊優待、客室のアップグレード、朝食やホテル利用券、各種グルメやホテルオリジナルグッズの交換などで利用可能。海外ホテルトでは現地通貨の利用額に応じてポイントが積算される。また、クイックチェックイン、新聞サービスなどのホテル共通の特典やサービスに加え、ホテルごとに宿泊時のスパ、ジム、プールの優待、レストランでの割引特典などもある。JALマイレージバンク会員は、JMBホテルマイル積算対象宿泊プラン「J-SMART」を利用するとJALマイレージも積算される。その他、利用実績に応じて上位会員として「ロイヤルメンバー」、「エクスクルーシィヴメンバー」が設定され、それぞれポイントプログラムで通常のポイントに加えて25％、50％のボーナスポイントを加算するなどの特典もある。